# Шинкаль
Шинкаль (Shincal) — давнє місто в інкській державі Тауантінсую. Засновано за часів Сапа Інки Пачакутека. Розташовувалася на частині імператорській (королівської) дороги. Назва походить від слова «шинкі» — кечуанської назви куща Flourensia campestris (з триби соняшникові родини айстрові). Вважалася південною столицею інків, їх політично-адміністративним та церемоніальним центром, розташовувалася у чверті-сую Кольасую. Розкопки розпочалися у 1981 році на чолі із доктором природничих наук Родольфо Раффіно. Археологічні дослідження з 1984 року підтримує Національне географічне товариство Аргентини. Є археологічною пам'яткою Аргентини. Неофіційно називається «Куско Аргентини».

## Географія
Розташовується у департаменті Белен провінції Катамарка, у північно-західній частині Аргентини (у південній частині долини Уальфін, між річками Кімівіль та Ондо), у 7 км від м. Лондон та 280 км на північний захід від Сан-Фернандо-дель-Вальє-де-Катамарка.

## Історія
Засновано у 1470 році (іншою датою називають 1457 рік) за наказом імператора Інки Пачакутека на місці поселення племені діагіта. Місто-пукара займало панівне становище в передгір'ях, з нього відкривався погляд на велику долину. Стратегічне становище Шинкаля обумовило швидке піднесення цього міста інків.
За часи володарювання Тупак Юпанкі фортеця перетворилося на економічний, адміністративний та церемоніальний центр півдня імперії. В значних обсяг вирощується кукурудза, постає потужне виробництво текстилю, скотарство. Основними культами тут були шанування Сонця-Інті та Пачамами.
Піднесення і розвиток Шинкаля продовжувалося до повалення імперії інків іспанськими конкістадорами. Проте до 1536 року тут владу зберігали так званні Інки Вількабамби, за іншою версією місто перейшло під контроль племені кальчакі, що об'єдналися з містянами. Було захоплено Дієго де Альмагро, після цього слугувало розташуванням та харчовою базою іспанських загонів. У 1560 році в Шинкаль втік Хуан Челемін, очільник антиіспанського повстання племені кальчакі. Ймовірно Шинкаль стало останнім місцем спроти індіанців, що призвело до остаточно знищення цього міста.

## Опис
Зведено за планом розташування вулиць і кварталів Куско, нагадуючи цим столицю імперії інків (з урахуванням місцевості). Виявлено близько 100 будівель, де мешкало близько 800 жителів, місця для масових заходів. Загальна площа міста становила близько 21 га (разом із сільськими околицями — 24 га). Водопровід завдовжки 3 км надсилав воду з річки Кімівіль до міста.

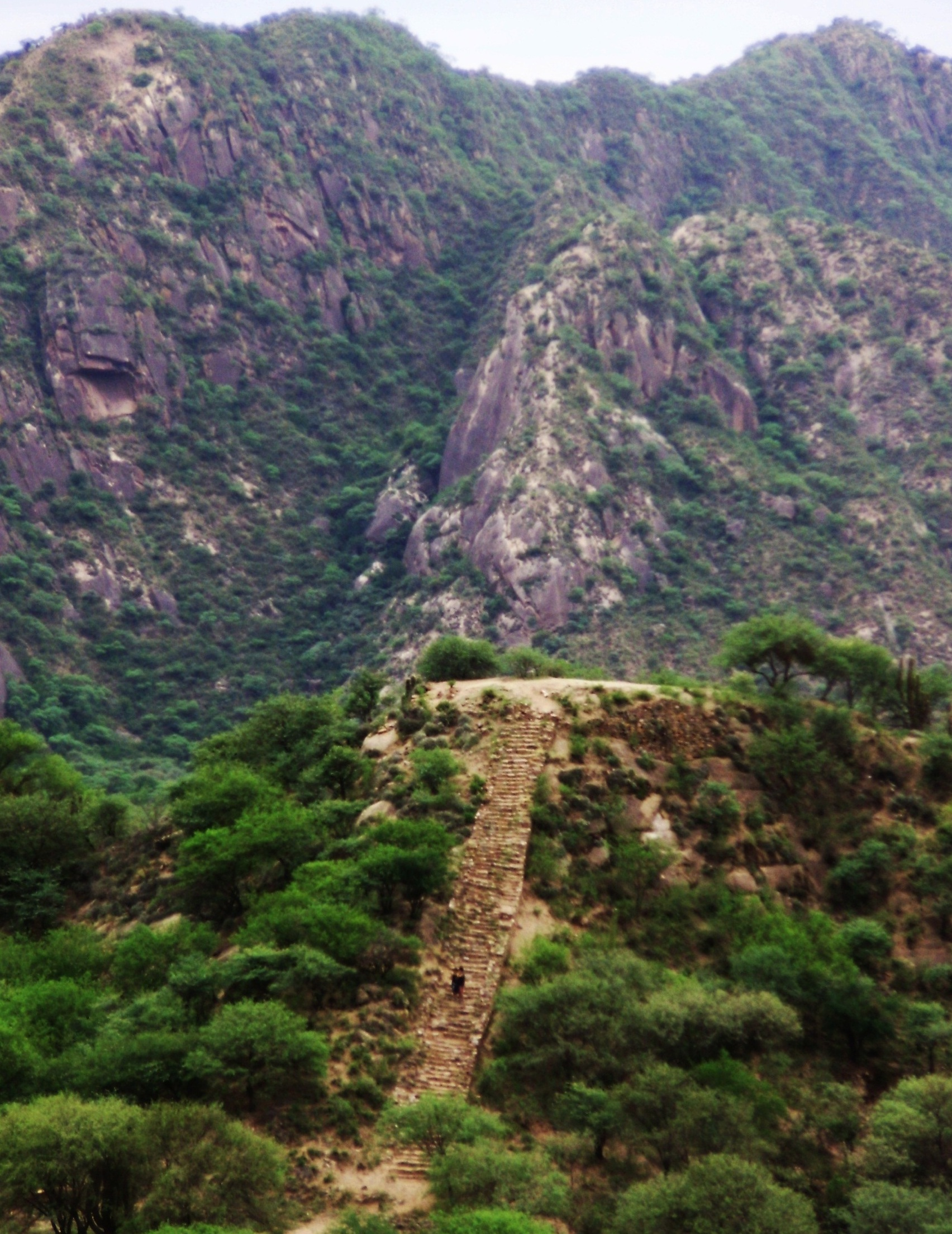
Ушну Шинкаля

Вражаючими є ушну (церемоніальна платформа інків), де стояв вівтар для поклоніння богу Сонця-Інті, та численні кальянка (багатоквартирні, комунальні, квартири, або комори чи військові казарми, можливо, текстильні фабрики). Ушну Шинкаля вважається найбільшим з відомих на півдні Південної Америки. У коморах та численних навісах зберігалися продукти сільського господарства, перш за все, кукурудза, а також кіноа, червоний і перуанський перець, квасоля, картопля. Також знайдені свідоцтва розведення лам і альпака у великих кількостях. З боків від них розташовані пагорби, де розташовувалися дозорні вежі. З веж поглядали за сходом і заходом сонця, зимовим і літнім сонцестоянням. Крім того, 20 пагорби навколо використовували для церемоніальних вівтарів та здійснення сільськогосподарських ритуалів.
Залишки металевих виробів із золота, срібла, міді, олова, бронзи свідчить на неабиякий розвиток металургійного виробництва в цьому місці. Це у свою чергу сприяло перетворенню Шинкаль на значний торговельний центр, куди приходили індіанці з непідконтрольних інкам областей.

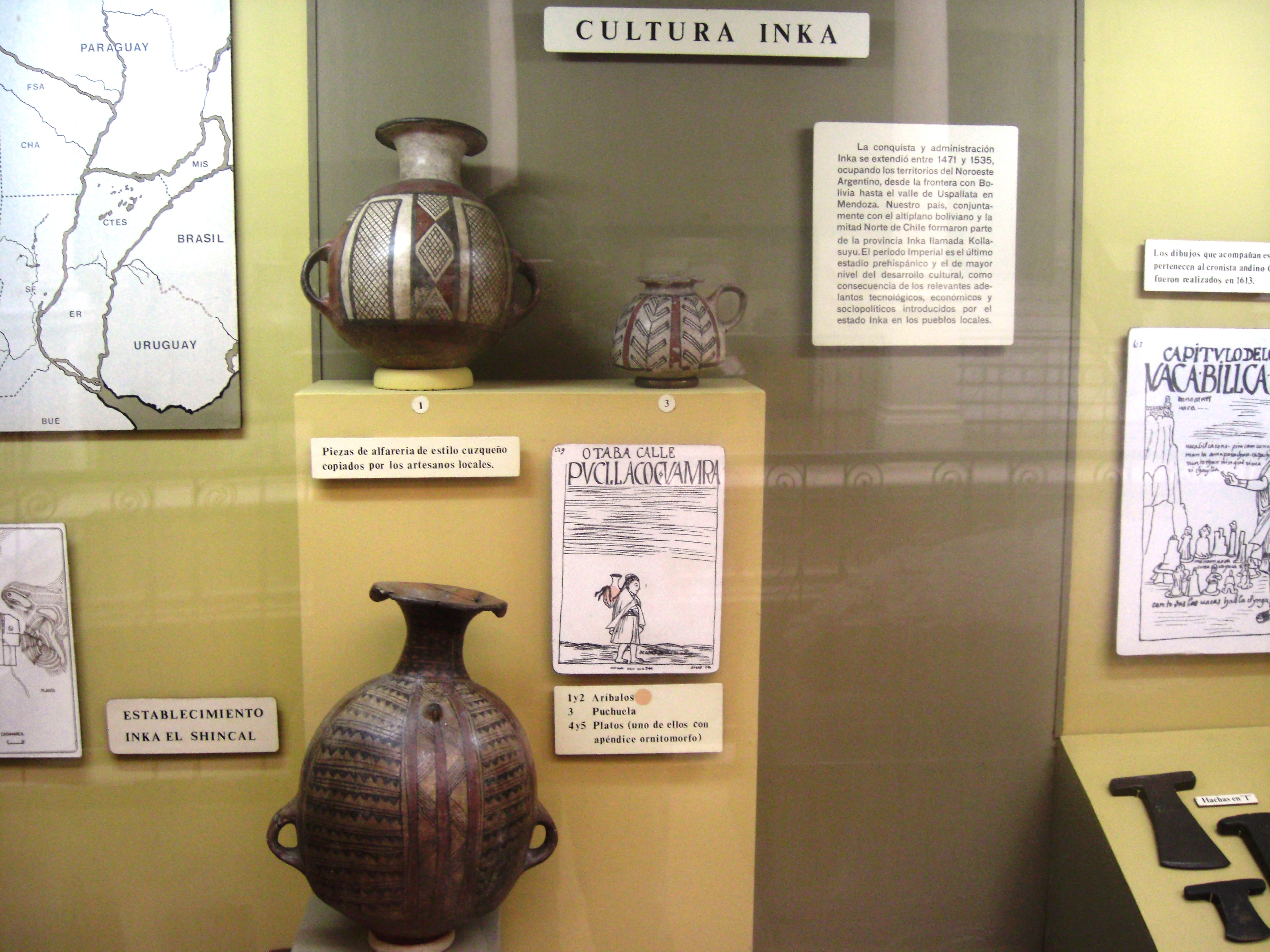
Кераміка з Шинкаля

На території місця дослідниками було виявлено 20 видів лікарських рослин, що використовувалися інками у своїй медицині. Тут знайдено 40% (за деякими підрахунками 50%) кераміки інків від загальної чисельності знахідок в Аргентині.